# Asian Cup 1996
Die Asian Cup 1996 im Badminton fand vom 19. bis zum 23. Juni 1996 im Olympic Gymnasium No. 2 in Seoul statt. Das Preisgeld betrug 130.000 US-Dollar.

## Sieger und Platzierte
| Disziplin    | Gold                        | Silber                         | Bronze                        |
| ------------ | --------------------------- | ------------------------------ | ----------------------------- |
| Herreneinzel | Rashid Sidek                | Luo Yigang                     | Xie Yangchun                  |
| Herreneinzel | Rashid Sidek                | Luo Yigang                     | Ong Ewe Hock                  |
| Dameneinzel  | Zhang Ning                  | Zeng Yaqiong                   | Somharuthai Jaroensiri        |
| Dameneinzel  | Zhang Ning                  | Zeng Yaqiong                   | Lidya Djaelawijaya            |
| Herrendoppel | Kim Dong-moon Yoo Yong-sung | Tony Gunawan Rudy Wijaya       | Ade Sutrisna Candra Wijaya    |
| Herrendoppel | Kim Dong-moon Yoo Yong-sung | Tony Gunawan Rudy Wijaya       | Liu Yong Zhang Wei            |
| Damendoppel  | Chung So-young Jang Hye-ock | Indarti Issolina Deyana Lomban | Tomomi Matsuo Masako Sakamoto |
| Damendoppel  | Chung So-young Jang Hye-ock | Indarti Issolina Deyana Lomban | Gao Qian Zhang Jin            |
| Mixed        | Park Joo-bong Ra Kyung-min  | Kang Kyung-jin Kim Mee-hyang   | Liu Yong Gao Qian             |
| Mixed        | Park Joo-bong Ra Kyung-min  | Kang Kyung-jin Kim Mee-hyang   | Sandiarto Indarti Issolina    |

## Finalergebnisse
| Disziplin    | Sieger                      | Finalist                       | Ergebnis         |
| ------------ | --------------------------- | ------------------------------ | ---------------- |
| Herreneinzel | Rashid Sidek                | Luo Yigang                     | 18-14, 15-5      |
| Dameneinzel  | Zhang Ning                  | Zeng Yaqiong                   | 5-11, 11-2, 11-4 |
| Herrendoppel | Yoo Yong-sung Kim Dong-moon | Tony Gunawan Rudy Wijaya       | 15-10, 15-8      |
| Damendoppel  | Jang Hye-ock Chung So-young | Indarti Issolina Deyana Lomban | 15-7, 15-8       |
| Mixed        | Park Joo-bong Ra Kyung-min  | Kang Kyung-jin Kim Mee-hyang   | 15-6, 15-8       |